# Вільєгас (Бургос)
Вільєгас (ісп. Villegas) — муніципалітет в Іспанії, у складі автономної спільноти Кастилія-і-Леон, у провінції Бургос. Населення — 94 особи (2010).
Муніципалітет розташований на відстані близько 230 км на північ від Мадрида, 30 км на північний захід від Бургоса.
На території муніципалітету розташовані такі населені пункти: (дані про населення за 2010 рік)
- Вільяморон: 1 особа
- Вільєгас: 93 особи

## Демографія
Динаміка населення (INE ):